# Arkona (ruská hudební skupina)

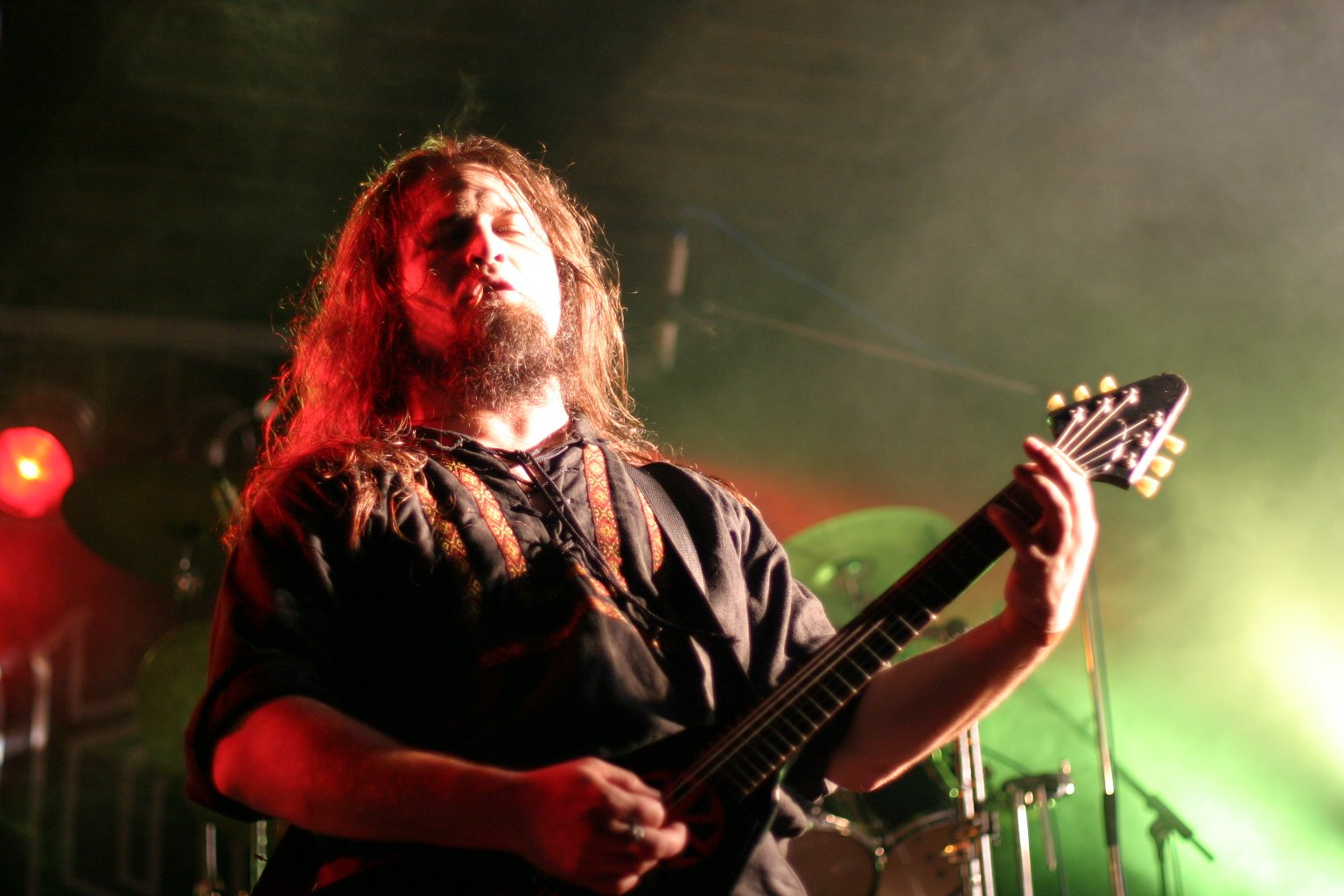
Lazar

Arkona (rusky Аркона) je ruská pagan metalová skupina založená v roce 2002. Ve své hudbě kombinuje ruský folklór, zastoupený tradičními nástroji jako flétna, nebo balalajka, s death metalem. Zpěvačka Maša používá střídavě čistý zpěv a growling. Rusky psané texty se zaměřují na slovanské náboženství, patriotismus, nebo na bitvy.

Skupina vydává jak studiová alba, tak i DVD záznamy živých koncertů i rozšířené verze alb (EP). V Česku se skupina objevila na festivalech Metalfest Open Air 2010 a 2016, nebo Masters of Rock 2011, 2013 a 2018.

## Původ názvu
Arkona byla slovanská pevnost a středisko slovanského náboženství na německém ostrově Rujana, zničená roku 1168 dánskými dobyvateli. Svatyně boha Svantovíta, jemuž byla Arkona zasvěcena, byla zničena a obyvatelstvo pevnosti bylo christianizováno.

## Členové
- Maša „Scream“ – autorka hudby a textu, zpěv, klávesy, perkusové nástroje
- Sergej „Lazar“ – hudební producent, elektrická kytara
- Ruslan „Kňaz“ – basová kytara
- Vlad „Artist“ – syntetizátor, bicí
- Vladimir „Volk“ – flétna a další folkové nástroje

## Diskografie
- 2003: Rus (Demo)
- 2004: Vozrožděnije
- 2004: Lepta
- 2005: Vo slavu velikim!
- 2006: Žizň vo slavu (živě a DVD)
- 2007: Ot serdca k něbu
- 2009: Noč Velesova (DVD)
- 2009: Goj, Rodě, Goj!
- 2011: Stenka na stenku (EP)
- 2011: Slovo
- 2013: Decade of Glory (2x CD živě, výběr)
- 2014: Jav
- 2018: Chram

## Zajímavosti
Zpěvačka Marija Archipova je vdaná za člena skupiny Sergeje Atraškeviče a mají spolu dva syny. 